# Robert F. Wagner
Robert F. Wagner (Nastätten, 1877. július 8. – New York, 1953. május 4.) az Amerikai Egyesült Államok szenátora (New York, 1927–1949).